# 日向蓬
日向 蓬（ひなた よもぎ、1969年-）は日本の小説家。2002年「マゼンタ100」で、第１回女による女のためのR-18文学賞大賞を受賞。同作に書き下ろしを加えた『マゼンタ100』でデビュー。大阪府出身。東京在住。愛読書は「ゴルゴ13」。

## 作品リスト
- マゼンタ100（2002年9月 新潮社 / 2006年11月 角川文庫）
  - 収録作品: マゼンタ100 / モノグラム / 海ほおずき / ジーニアス / 変わり結び
- ヘヴンリー（2005年12月 新潮社）
  - 収録作品: ヘブンリー / 反対車線 / ベビーバス / カラスノエンドウ / 絶対値 / ロシアのこけし / きつねの嫁入り / 無花果
- 匂いの記憶（2006年12月 角川書店）
  - 収録作品: 涙の匂い / トリガー / コールタール / 三面鏡 / 糸とんぼ / あたらしい朝
- サポートさん（2008年8月 集英社）
  - 収録作品: サポートさん / みんなの後輩 / 同じ穴 / 一途な女 / ワタルくん / 総領の甚六 / 紳士協定 / オブラート
- 空の名前（2010年6月 武田ランダムハウスジャパン）
- 結婚は勢いだと他人（ひと）は言う（2011年2月 祥伝社）
  - 収録作品: 両性の合意のみに基づき / 夢のサーカス団 / 愛のモラトリアム / なみだの操 / 男の本懐 / 三つの袋 / 娘よ / 女の花道

### アンソロジー
「」内が日向蓬の作品
- 新人賞の極意 人気作家10人が教える（2002年12月 二見書房）「女性による「性」をテーマに文壇デビュー」
- ああ、恥ずかし（2003年10月 新潮文庫）「感度良好？」
- Sweet Blue Age（2006年2月 角川書店）「涙の匂い」
- ＠恋愛 match.comではじまる4つのラブストーリー（2007年2月 ランダムハウス講談社）「日にち薬」
- 作家の手紙（2007年2月 角川書店 / 2010年11月 角川文庫）「真偽は定かでないが、巨人軍監督就任を打診されているという噂の原辰徳氏への手紙」
- 本当のうそ（2007年12月 講談社）「去勢」

### 雑誌
- 青春と読書（2005年8月号 集英社）「きつねの嫁入り」